# Макс Шур
Макс Шур (на немски: Max Schur) е германски лекар и приятел на Зигмунд Фройд. Той помага на Фройд да се самоубие.

## Биография
Роден е на 26 септември 1897 година в Станислау, днес Ивано-Франкивск, Украйна. Той бяга от напредващата руска армия и се установява във Виена, където се обучава като лекар, а по-късно и като психоаналитик. Шур допринася със знания и в двете полета, основава две психосоматични клиники и изследва връзката между психиката и тялото в много от своите 37 книги, най-вече в „Freud Living and Dying“ („Животът и смъртта на Фройд“).
През последното десетилетие от живота на Зигмунд Фройд Шур става негов добър приятел. Двамата бягат заедно в Лондон от нацисткия Аншлус. Още при запознанството си той обещава на Фройд да не го оставя да се мъчи „когато му дойде времето“, и след като през 1939 г. раковото заболяване на Фройд навлиза в напреднал стадий, Шур му дава фаталната доза морфин.
След смъртта на Фройд Шур емигрира в САЩ, където работи като дерматолог и психоаналитик. Умира на 12 октомври 1969 година в Ню Йорк на 72-годишна възраст.